# ECサンベント
ECサンベント (ポルトガル語: Esporte Clube São Bento) は、ブラジル・サンパウロ州ソロカーバを本拠地とするサッカークラブである。

## 歴史
1913年9月14日、ソロカーバで黄熱が流行ってから間もないこの時期に、クラブはソロカーバ・アスレティック・クラブ (Sorocaba Athletic Club) としてフェレイラ・エ・シア馬具工場の従業員によって創設された。
1914年10月14日、クラブ名をECサンベント (Esporte Clube São Bento) に改めた。クラブの最初の試合が市内の聖ベネディクト修道院で行われたことから、聖ベネディクトの名前が採られた。
1953年、サッカー部門をプロ化した。同年6月10日、ボトゥカツにてプロとしての最初の試合（カンピオナート・パウリスタ2部）をフェロヴィアリアと行い、サンベントが4-2で勝利した。
1962年、カンピオナート・パウリスタ2部の決勝でアメリカ-SPを下して優勝し、最初のタイトルを獲得した。
1979年、カンピオナート・ブラジレイロ・セリエAに参戦した。第3ステージで敗退し、最終順位は15位だった。
2001年、カンピオナート・パウリスタ3部でアトレチコ・ソロカーバに勝ち点4差をつけて優勝し、2つ目のタイトルを獲得した。
2002年、コパ・パウリスタの決勝でジャボチカバウを下し、3つ目のタイトルを獲得した。

## タイトル

### 国内タイトル
- コパ・パウリスタ: 1回
  - 2002
- カンピオナート・パウリスタ・セリエA2 : 1回
  - 1962
- カンピオナート・パウリスタ・セリエA3 : 2回
  - 2001, 2013

### 国際タイトル
なし

## スタジアム
サンベントはセントロ・デ・インテグラッソン・コムニターリオ・バウテル・リベイロ(通称：CIC) をホームスタジアムとして使用する。1978年に開場され、収容人数は13,772人。
ほかにクラブが所有するエスタジオ・ウンベルト・レアリ(通称：ヴェーリョ・アウサパオ) というスタジアムがあり、収容人数は9,000人。
セントロ・トレイナメント・バウテル・リベイロというトレーニンググラウンドで練習する。

## 歴代所属選手
- エリアス 2007
- フェルジナンド 2007